# Jude Akuwudike
Jude Akuwudike (nacido en 1965) es un actor nigeriano. Ha trabajado principalmente en el Reino Unido, en pantalla y teatro.
Ha aparecido en producciones de la Royal Shakespeare Company y el Royal National Theatre.

## Primeros años

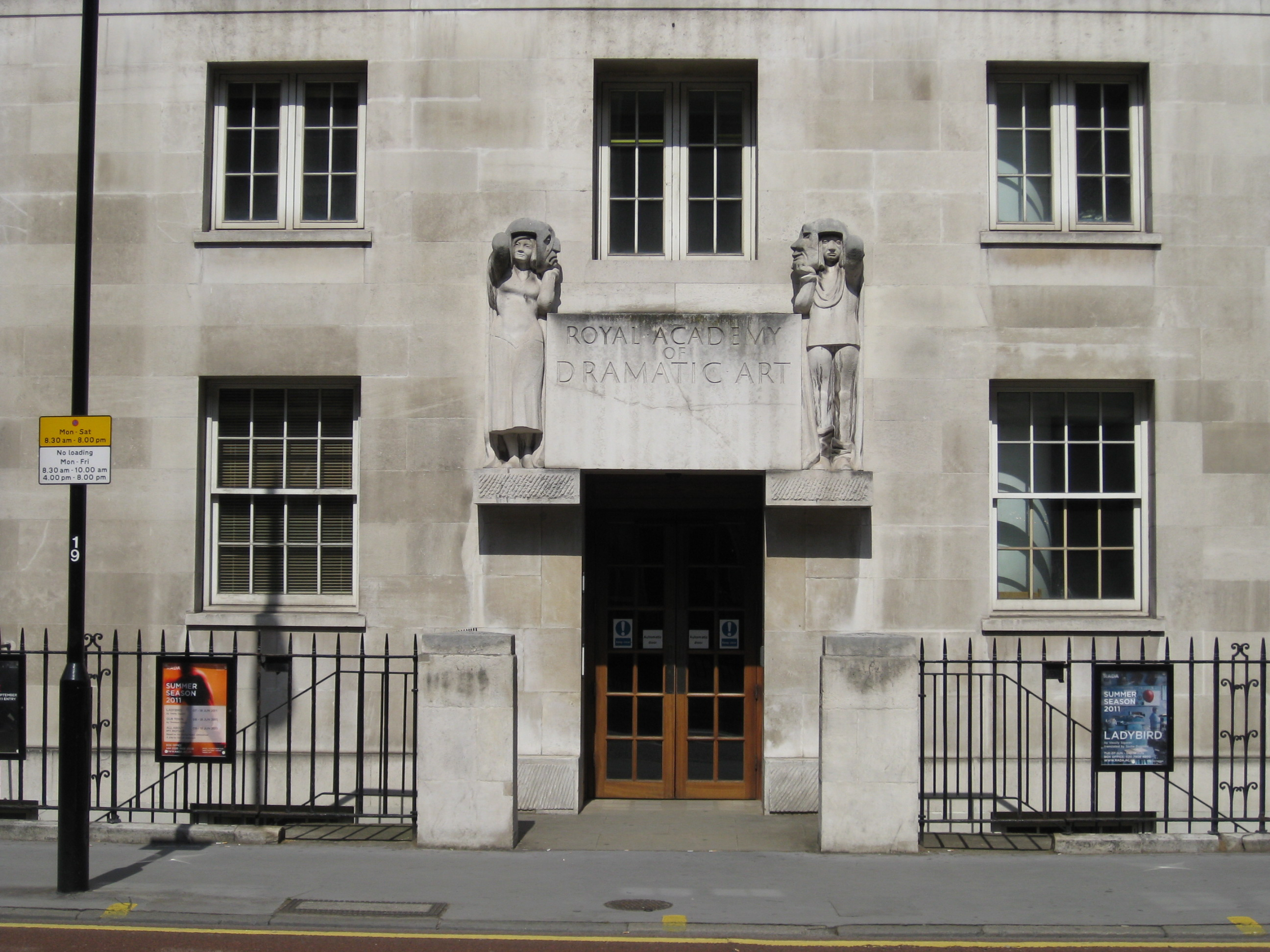
Akuwudike se formó en la Royal Academy of Dramatic Art

Nacido en Nigeria, África occidental, Akuwudike llegó a Gran Bretaña y se educó en St Augustine's College en Westgate-on-Sea, Kent, un internado católico independiente. En 1985, comenzó a formarse para una carrera actoral en la Real Academia de Arte Dramático, graduándose en 1987.

## Carrera
En 1988, Akuwudike interpretó al Capitán Watkin Tench en Our Country's Good en el Royal Court Theatre. Su primera aparición cinematográfica fue en el mismo año, como sacerdote en Un mundo aparte. Uno de los primeros papeles protagónicos llegó en 1989 en la obra The Fatherland de Murray Watts, en el Bush Theatre de Riverside, y su primer papel importante en televisión fue como el sargento Gummer en la serie dramática Virtual Murder (1991).
A lo largo de su carrera, Akuwudike ha trabajado principalmente en el escenario, incluida su aparición en varias producciones para el National Theatre, en particular Not About Nightingales, Moon on a Rainbow Shawl e Ion. También ha aparecido para la Royal Shakespeare Company, además de trabajar en Broadway. También ha tenido muchos papeles en cine y televisión y es actor de doblaje.
En 1998, en la primera producción británica de Not About Nightingales de Tennessee Williams, dirigida por Trevor Nunn en el Teatro Nacional, Akuwudike originó el papel de "la Reina", un prisionero gay. En 2002 interpretó al proxeneta negro en una producción de Edmond del Royal National Theatre, con Kenneth Branagh en el papel principal.
De febrero a mayo de 2011, Akuwudike fue Abel Magwitch en una producción del English Touring Theatre de Grandes esperanzas (adaptada por Tanika Gupta), con Lynn Farleigh como Miss Havisham.
En la película de Cary Joji Fukunaga Beasts of No Nation (2015), Akuwudike interpretó al comandante supremo Dada Goodblood, líder de un país anónimo de África occidental desgarrado por la guerra civil.
En septiembre de 2018, se anunció que Akuwudike había sido elegido junto a Joe Cole y Sope Dirisu en una nueva serie de televisión de Cinemax llamada Gangs of London, que entonces estaba en producción.

## Filmografía

### Películas
| Año  | Película            | Papel          | Notas                  |
| ---- | ------------------- | -------------- | ---------------------- |
| 1988 | Un mundo aparte     | Sacerdote      |                        |
| 1997 | Richard II          | Scroop         | Película de televisión |
| 1998 | The Ebb-Tide        | Fakeeva        | Película de televisión |
| 2000 | A Likeness in Stone | DC Levi Pryor  | Película de televisión |
| 2005 | Sahara              | Imam           |                        |
| 2007 | Jehovah's Witness   | Percy          | Cortometraje           |
| 2010 | La tempestad        | Boatswain      |                        |
| 2015 | Beasts of No Nation | Dada Goodblood |                        |
| 2020 | Eyimofe             | Mofe           |                        |
| 2021 | Benediction         | Sacerdote      |                        |
| 2023 | La Sirenita         | Joshua         |                        |

### Televisión
| Año       | Título                             | Papel             | Notas                                      |
| --------- | ---------------------------------- | ----------------- | ------------------------------------------ |
| 1990      | Screenplay                         | Thomas            | Episodio: "The Land of Dreams"             |
| 1992      | Virtual Murder                     | Sargento Gummer   | Personaje regular                          |
| 1993      | Between the Lines                  | Sargento          | Episodio: "Big Boys' Rules: Part II"       |
| 1994      | The Bill                           | Mr. Jensen        | Episodio: "All Along the Watchtower"       |
| 1996-1999 | Roger Roger                        | Henry             | Personaje regular                          |
| 1998      | Heat of the Sun                    | Elihu Mwangi      | Episodio: "The Sport of Kings"             |
| 1999      | Kavanagh QC                        | Matthew Atta      | Episodio: "Previous Convictions"           |
| 2003      | Silent Witness                     | Malcolm Linden    | Episodio: "Running on Empty"               |
| 2003      | Holby City                         | Derek Fletcher    | Episodio: "Know When to Fold"              |
| 2005      | Bad Girls                          | Leroy             | 1 episodio                                 |
| 2005      | The Last Detective                 | Bradshaw          | Episodio: "Towpaths of Glory"              |
| 2007      | Silent Witness                     | Willi             | Episodio: "Suffer the Children"            |
| 2009      | Moses Jones                        | Matthias Mutukula | Miniserie                                  |
| 2009      | The No. 1 Ladies' Detective Agency | Oswald Ranta      | Episodio: "The Boy with an African Heart"  |
| 2009      | Holby City                         | Marvin Stewart    | Episodio: "What Will Survive of Us"        |
| 2010      | Law & Order: UK                    | Marcus Wright     | Episodio: "Skeletons"                      |
| 2012      | Holby City                         | Gabriel Vaughan   | Episodio: "Hail Caesar"                    |
| 2013      | Doctors                            | Thomas Tembe      | 3 episodios                                |
| 2015      | Cucumber                           | Ralph Sullivan    | 1 episodio                                 |
| 2016      | Stan Lee's Lucky Man               | Dr. Marghai       | Episodio: "A Twist of Fate"                |
| 2016      | Undercover                         | Al                | 1 episodio                                 |
| 2016      | Friday Night Dinner                | Sargento          | Episodio: "The Funeral"                    |
| 2017      | Chewing Gum                        | Alex              | Episodio: "Age Ain't Nothing But a Number" |
| 2017      | Crimen en el paraíso               | Tony Garret       | Episodio: "In the Footsteps of a Killer"   |
| 2017      | The A Word                         | Vincent Daniels   | 3 episodios                                |
| 2017-2018 | Fortitude                          | Doctor Adebimpe   | Recurrente                                 |
| 2018      | Kiri                               | Reverend Lipide   | 1 episodio                                 |
| 2018-2020 | In the Long Run                    | Uncle Akie        | Personaje regular                          |
| 2019      | Moving On                          | Dr. Bello         | Episodio: "Frozen"                         |
| 2019      | Plebs                              | Agrippa           | Episodio: "The Banquet"                    |
| 2020      | Gangs of London                    | Charlie Carter    | Recurrente                                 |
| 2020      | On the Edge                        | Dad               | Episodio: "BBW"                            |
| 2022      | The Crown                          | Sydney Johnson    | Episodio: "Mou Mou"                        |

### Teatro
| Año  | Título                               | Papel                                     | Teatro                                                                               | Notas                            |
| ---- | ------------------------------------ | ----------------------------------------- | ------------------------------------------------------------------------------------ | -------------------------------- |
| 1988 | The Park                             | Norman                                    | Crucible Theatre, Sheffield                                                          |                                  |
| 1988 | Moon on a Rainbow Shawl              | Ketch                                     | Almeida Theatre, Islington, Londres                                                  |                                  |
| 1988 | Our Country's Good                   | Capitán Watkin Tench                      | Royal Court Theatre, Londres                                                         |                                  |
| 1988 | The Recruiting Officer               | Scruple/Costar Pearmain/Balance’s Servant | Royal Court Theatre, Londres                                                         | también Tour Mundial             |
| 1989 | "Master Harold"...and the Boys       | Sam                                       | Bristol Old Vic, Bristol                                                             |                                  |
| 1990 | Death and the King's Horseman        | Olunde                                    | Royal Exchange, Mánchester                                                           |                                  |
| 1991 | A Long Way From Home                 | Tomi                                      | Tricycle Theatre, Kilburn, Londres                                                   |                                  |
| 1991 | Light in the Village                 | Rhodes                                    | Traverse Theatre, Edimburgo                                                          |                                  |
| 1993 | Marching for Fausa                   | Sssi                                      | Royal Court Theatre, Londres                                                         |                                  |
| 1993 | Los enredos de Scapin                | Léandre                                   | Theatr Clwyd, Mold                                                                   |                                  |
| 1994 | Ion                                  | Hermes-Athens                             | The Pit, Barbican Centre, Londres                                                    |                                  |
| 1994 | Poor Super Man                       | Shannon                                   | Traverse Theatre, Edimburgo                                                          |                                  |
| 1995 | Ricardo II                           | Sir Stephen Scroop/Lord Fitwater          | Cottesloe Theatre, Royal National Theatre, Londres                                   |                                  |
| 1995 | The Machine Wreckers                 | William                                   | Cottesloe Theatre, Royal National Theatre, Londres                                   |                                  |
| 1996 | Nuremberg: The War Crimes Trial      |                                           | Tricycle Theatre, Kilburn, Londres                                                   |                                  |
| 1998 | Not About Nightingales               | La Reina                                  | Cottesloe Theatre, Royal National Theatre, Londres                                   |                                  |
| 1999 | Honk! The Ugly Duckling              | Turkey                                    | Olivier Theatre, Royal National Theatre, Londres                                     |                                  |
| 2000 | Casa de muñecas                      | Nils Krogstad                             | Ambassadors Theatre, Londres                                                         |                                  |
| 2001 | Luminosity                           | Saul Mercer                               | The Pit, Barbican Centre, Londres                                                    |                                  |
| 2001 | Young Hamlet                         | Rey Claudio                               | Young Vic, The Cut, Londres                                                          |                                  |
| 2001 | Brixton Stories                      | Ossie                                     | The Pit, Barbican Centre, Londres                                                    | también Tour en Reino Unido      |
| 2002 | Cuento de invierno                   | Antigonus                                 | The Roundhouse, Chalk Farm, Londres & Royal Shakespeare Theatre, Stratford-upon-Avon |                                  |
| 2002 | Pericles, príncipe de Tiro           | Cerimon                                   | The Roundhouse, Chalk Farm, Londres & Royal Shakespeare Theatre, Stratford-upon-Avon |                                  |
| 2003 | Enrique V                            | Pistol                                    | Olivier Theatre, Royal National Theatre, Londres                                     |                                  |
| 2003 | Edmond                               | A Pimp                                    | Olivier Theatre, Royal National Theatre, Londres                                     |                                  |
| 2004 | El libro de la selva                 | Akela                                     | Northampton Royal, Northampton                                                       |                                  |
| 2005 | Pericles, príncipe de Tiro           | Antichus/Lysinichus                       | Globe Theatre, Londres                                                               |                                  |
| 2006 | The Overwhelming                     | Joseph                                    | Cottesloe Theatre, Royal National Theatre, Londres                                   | con Out of Joint Theatre Company |
| 2007 | Macbeth                              | Banquo                                    | Swan Theatre, Stratford-upon-Avon                                                    |                                  |
| 2007 | Macbett                              | Glamiss                                   | Swan Theatre, Stratford-upon-Avon                                                    |                                  |
| 2008 | God In Ruins                         |                                           | Soho Theatre, Soho, Londres                                                          |                                  |
| 2008 | La resistible ascensión de Arturo Ui | Dullfeet                                  | Lyric Hammersmith, Londres                                                           |                                  |
| 2008 | Walking Waterfall                    | Odame                                     | Almeida Theatre, Islington, Londres                                                  | con Tiata Fahodzi                |
| 2009 | Iya-Ile                              | Chief Adeyemi                             | Soho Theatre, Soho, Londres                                                          | con Tiata Fahodzi                |
| 2009 | Otelo                                | Otelo                                     | Citizens Theatre, Glasgow                                                            |                                  |
| 2009 | The Rime of the Ancient Mariner      | El Marino                                 | Southbank Centre, Londres                                                            |                                  |
| 2011 | Grandes esperanzas                   | Magwitch                                  | Watford Palace Theatre, Watford                                                      |                                  |
| 2011 | Passing Wind                         | Justice                                   | New Wolsey Theatre, Ipswich                                                          | parte del Pulse Fringe Festival  |
| 2011 | The Faith Machine                    | Lawrence/Patrick                          | Royal Court Theatre, Londres                                                         |                                  |
| 2011 | Británico                            | Burrhus                                   | Wilton's Music Hall, Shadwell, Londres                                               |                                  |
| 2012 | Moon on a Rainbow Shawl              | Charlie Adams                             | Cottesloe Theatre, Royal National Theatre, Londres                                   | también Tour en Reino Unido      |
| 2012 | Ignorance                            | Dr Nasir al-Maliki                        | Hampstead Theatre, Londres                                                           |                                  |
| 2013 | Otelo                                | Otelo                                     | Cockpit Theatre, Londres                                                             | también Tour en Estados Unidos   |
| 2015 | Hamlet Asylum Seeker                 | Claudio                                   | UK Tour                                                                              | con Talawa Theatre Company       |
| 2015 | Las brujas de Salem                  | Reverendo Parris                          | Bristol Old Vic, Bristol                                                             |                                  |
| 2016 | Workshop Negative                    | Mkhize                                    | Gate Theatre, Londres                                                                |                                  |
| 2016 | The Royale                           | Wynton                                    | Bush Theatre, Shepherd's Bush, Londres                                               |                                  |
| 2017 | Los bajos fondos                     | Abram Ivanich Medvediev                   | Arcola Theatre, Londres                                                              |                                  |
| 2017 | El jardín de los cerezos             | Yermolai Alexeievitch Lopakhin            | Arcola Theatre, Londres                                                              |                                  |
| 2018 | Los dos nobles caballeros            | Teseo                                     | Globe Theatre, Londres                                                               |                                  |
| 2018 | The Convert                          | Tío                                       | Young Vic, The Cut, Londres                                                          |                                  |
| 2019 | Las tres hermanas                    | Eze                                       | Lyttelton Theatre, Royal National Theatre, Londres                                   |                                  |